# Raveniola virgata
Espèce
Synonymes
- Brachythele virgata Simon, 1891
- Brachythele arnoldi Zonstein, 1984

Raveniola virgata est une espèce d'araignées mygalomorphes de la famille des Nemesiidae.

## Distribution
Cette espèce est endémique de la province de Djalal-Abad au Kirghizistan,. Elle se rencontre dans les monts Ferghana.

## Description
Le mâle syntype mesure 10 mm et les femelles syntypes 12 à 15 mm.
Le mâle décrit par Zonstein en 2024 mesure 11,50 mm et la femelle 12,50 mm.

## Systématique et taxinomie
Cette espèce a été décrite sous le protonyme Brachythele virgata par Simon en 1891. Elle est placée dans le genre Raveniola par Zonstein en 1987.
Brachythele arnoldi a été placée en synonymie par Zonstein en 1985.

## Publication originale
- Simon, 1891 : « Études arachnologiques. 23e Mémoire. XXXVIII. Descriptions d'espèces et de genres nouveaux de la famille des Aviculariidae. » Annales de la Société entomologique de France, vol. 60, p. 300-312 (texte intégral).